# Fajoemportret

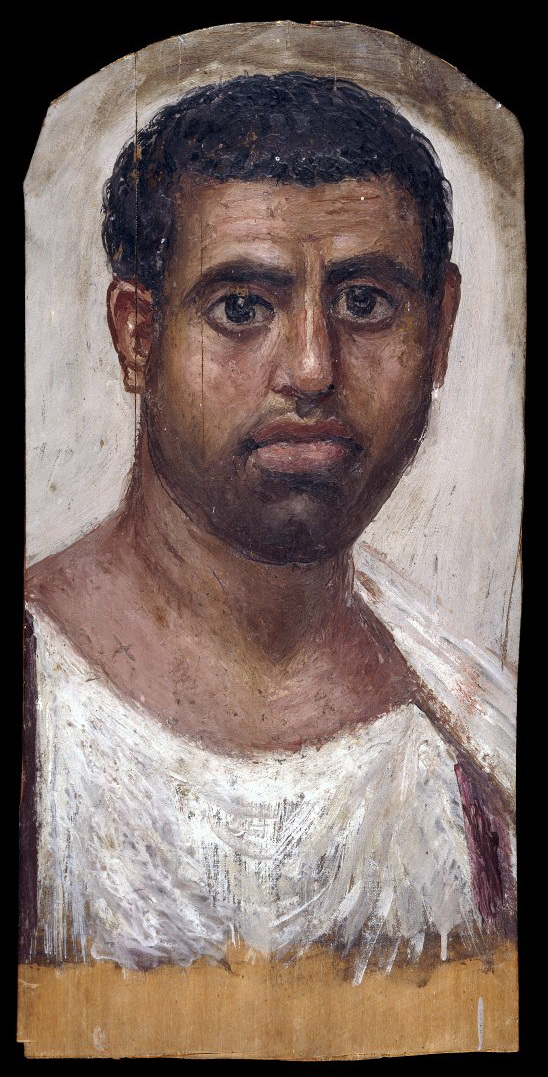
Portret van een arbeider

Fajoemportretten zijn wasgeschilderde portretten die tussen 100 n.C. en 300 n.C. van de Egyptische oudheid vooral in de Romeins-Egyptische stad Arsinoë, het latere El Faiyum, zijn gevonden. De portretten werden na de dood van de afgebeelde persoon met de mummie in de graftombe geplaatst.
Een groot deel van de ruim 1000 mummieportretten komen uit de necropolis van Hawara bij El Faiyum. Naar deze plaats zijn ze genoemd, maar ze zijn ook op andere plekken aangetroffen, zoals bij Antinoöpolis.

## Geportretteerde personen
De meeste mensen die op de kunstwerken zijn afgebeeld waren niet erg vooraanstaand. De heersers in Egypte waren in de meeste gevallen Romeins, ze werden volgens de Romeinse tradities begraven, in een sarcofaag en zonder portret. 
De mensen die zijn geportretteerd waren over het algemeen vrij jong en hadden veel kinderen. De gemiddelde levenstijd was in Egypte gedurende de eerste eeuwen van de moderne jaartelling vanwege allerlei heersende ziekten laag. CAT-scans hebben in 2000 overeenkomsten aangetoond tussen leeftijd en sekse van de mummies met die van de afgebeelde personen, wat bewees dat de portretten rond het moment van overlijden zijn geschilderd.

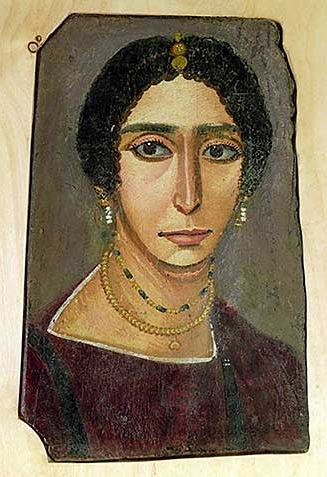
Vrouwenportret met sieraden

Het is de vraag of Fajoemportretten de personen wel weergaven zoals ze werkelijk waren. Onderzoeken van kunsthistorici hebben aangetoond dat er in de portretten meestal werd gekozen voor een soort standaard, academisch hoofd, met daarop een combinatie van standaard kapsels, standaard ogen en een standaard neus. Bovendien kan het worden betwist of doodzieke mensen er in bepaalde gevallen nog wel zo vitaal uit hebben gezien. In enkele gevallen denkt men echter dat de schilder geprobeerd heeft de echte persoon weer te geven, zoals de vrouw met de lange neus en de sieraden die hier is afgebeeld.

## Techniek
Fajoemportretten zijn geschilderd met een inbrandtechniek, wat inhoudt dat ze zijn gemaakt met heel hete, gepigmenteerde bijenwas op een houten paneel. Door de droge hitte in de woestijnstad Fajoem konden de portretten tot op de dag van vandaag bewaard blijven. 
De portretten vertonen kenmerken van de Romeinse, Byzantijnse en Koptische kunst. Ook lijkt er in de schilderijen een soort naturalisme naar voren te komen. Samen met de fresco's uit Macedonië, Pompeï en Herculaneum behoren de portretten tot de best bewaarde schilderingen uit de klassieke oudheid.